# Agente leudante

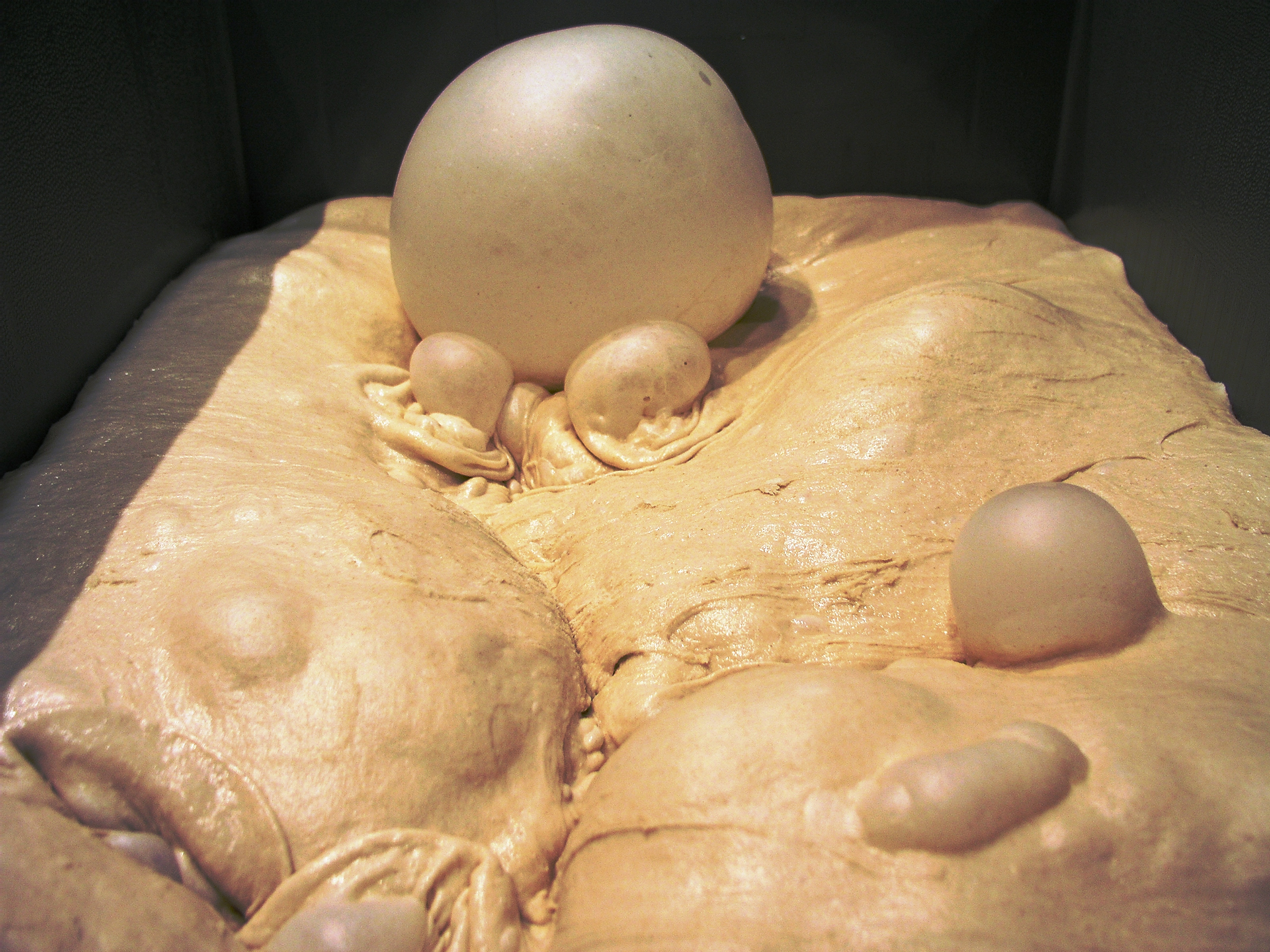
Una masa de pan sometida a agentes leudantes, que provocan su hinchamiento.

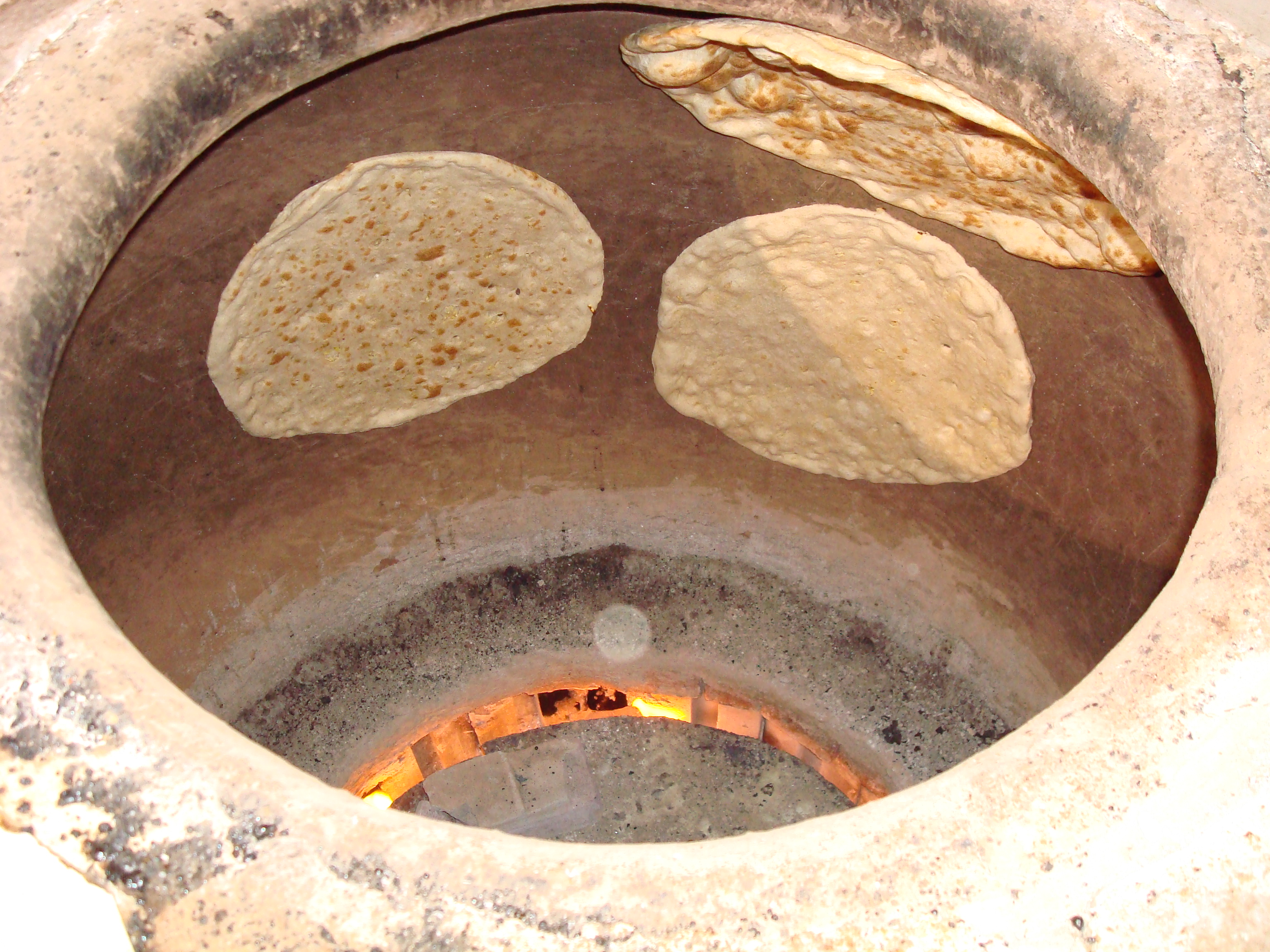
En muchas ocasiones el simple vapor de agua de ciertos alimentos hincha haciendo de agente leudante, este es el caso de la elaboración de los panes planos en hornos verticales.

Los agentes leudantes (denominados también agentes gasificantes) son aquellas sustancias capaces de producir, o incorporar gases, en productos que van a ser horneados con el objeto de aumentar su volumen y producir cierta forma y textura en su fase de masa final. En la industria alimenticia estos agentes leudantes se emplean en las masas elaboradas tanto en panadería como en repostería. En el caso concreto de la panadería las levaduras, mediante la fermentación, son empleadas como agentes leudantes naturales con el objeto de que hinchen las masas de pan con dióxido de carbono (CO2) y den como resultado una miga de textura. En muchas ocasiones, dentro de la masas de repostería se emplean levaduras químicas (como el bicarbonato de sodio) que liberan dióxido de carbono igualmente, hinchando su volumen. Durante el horneado estas masas se estabilizan, se rigidizan y liberan el gas quedando esponjosas.
Los agentes leudantes no se emplean solo en la industria alimentaria, se pueden encontrar en las industrias que tratan con el caucho, el cemento (formando los hormigones celulares), etc. Por regla general el concepto es el mismo, ampliar el volumen de una masa cualquiera mediante gases, esponjificando o dando una estructura más esponjosa a su interior.

## Características
Para que un agente leudante sea capaz de aumentar el volumen de la masa debe existir una sustancia capaz de "retener" el gas liberado en su interior. Este papel lo realizan en los procesos culinarios, por regla general, las proteínas existentes en los alimentos. En el caso de la harina de trigo empleada en la panificación, es el gluten. Sin gluten no se produciría el aumento de masa, a pesar de incluir agentes leudantes. Esta es la razón por la que aquellos cereales con un menor contenido de gluten poseen menor capacidad de leudar. Las proteínas durante el amasado forman una red en el interior capaz de favorecer la retención de los gases que liberan los agentes leudantes. En el caso de la panadería se pueden emplear agentes leudantes artificiales (como es el caso de las levaduras químicas) para la elaboración de los denominados panes rápidos, es decir los pan de plátano, pan de cerveza, las galletas, cornbread, madalenas, tortitas, scones, y pan de soda. Amelia Simmons fue la primera cocinera en documentar el uso de agentes leudantes artificiales en el pan, lo hizo en su obra titulada American Cookery. Describe ya recetas que emplean carbonato de potasio (potasa) que al ser alcalino y reaccionar con los componentes ácidos de la masa produce dióxido de carbono, un fenómeno similar al observado con las levaduras naturales, haciendo de precursor de la levadura química que posteriormente llegaría entre el periodo que va desde 1830 y 1850. 
En repostería a veces se añade el huevo, que es el encargado de aportar esas proteínas a las masas necesarias para crear la red que retiene los gases e hincha las masas. El huevo contiene mayoritariamente como proteína la albúmina, es por esta razón por la que al añadir huevo a las masas permitimos que la albúmina favorezca la retención de gases provocada por los agentes leudantes. Los ejemplos más característicos en repostería son los soufflés, los merengues y popovers. Por regla general la retención de gases en los procesos culinarios se deben a la coagulación del gluten (en las masas de pan), a las proteínas del huevo (en las masas reposteras) y a la gelatinización de los almidones. 
El vapor de agua es considerado un agente leudante debido a su aparición en el interior de los alimentos horneados. Los alimentos contienen agua en su interior, y en muchas ocasiones al ser horneados el contenido acuoso alcanza el cambio de estado a gas (vapor de agua), apareciendo en el interior de la masa e hinchándola. En algunos casos se insufla el vapor de agua, de forma artificial, hinchando las masas. En la elaboración de muchos panes ázimos (es decir horneados sin emplear levadura como agente leudante) puede verse como la formación de burbujas de vapor durante el horneado da una estructura final esponjosa. 
Es posible leudar también una masa por medios mecánicos, debido a la operación de batido de la misma. Al batir se introduce mecánicamente gas en el interior de la masa, haciendo en algunos casos que tenga una textura más cremosa.